# Redzikowo-Osiedle
Redzikowo-Osiedle [pronunciación en polaco: /rɛd͡ʑiˈkɔvɔ ɔˈɕɛdlɛ/] (en alemán: Reitz-Siedlung) es un pueblo en el distrito administrativo de Gmina Słupsk, dentro del Distrito de Słupsk, Voivodato de Pomerania, en el norte de Polonia. Se encuentra aproximadamente 6 kilómetros al este de Słupsk y 99 kilómetros al oeste de la capital regional, Gdańsk.
El pueblo tiene una población de 1,246 habitantes.